# Wełyka Mychajliwka
Wełyka Michajliwka (do 1945 Hrosułowo) – osiedle typu miejskiego w obwodzie odeskim Ukrainy, siedziba władz rejonu rozdzielniańskiego.